# Triennale di Milano
Triennale Milano, all'interno del Palazzo dell'Arte, è una delle più importanti istituzioni culturali del capoluogo lombardo. Riconosciuta a livello internazionale, propone mostre d’arte, design, architettura e moda, insieme a spettacoli teatrali, performance, concerti, talk e incontri.
Oltre alla programmazione di mostre ed eventi, l’istituzione organizza, ogni tre anni, l’Esposizione Internazionale: uno degli appuntamenti più importanti al mondo dedicati al design e all’architettura.
Triennale ospita al suo interno anche il Museo del Design Italiano, che presenta parte della collezione permanente dell’istituzione, e un teatro con un vasto programma di spettacoli, danza, musica e performance.

## Storia

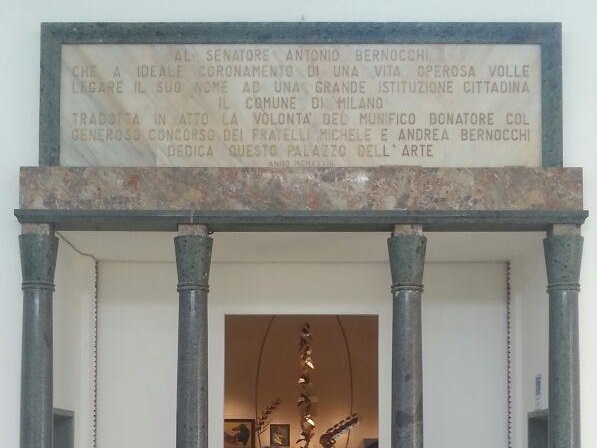
Architettura commemorativa della donazione della famiglia Bernocchi alla città di Milano del Palazzo Triennale, sita al secondo piano, che recita “Al Senatore Antonio Bernocchi che a ideale coronamento di una vita operosa volle legare il suo nome ad una grande istituzione cittadina, il Comune di Milano, tradotta in atto la volontà del munifico donatore con generoso concorso dei fratelli Michele e Andrea Bernocchi dedica questo palazzo dell’arte”

La storia di Triennale Milano ha inizio con quella dell’Esposizione Internazionale, uno degli appuntamenti più importanti dedicati al design e all’architettura in campo internazionale. La prima ebbe luogo a Monza nel 1923 come 1ª Mostra internazionale delle arti decorative, la cui cadenza era inizialmente biennale. Dal 1928, l’Esposizione è l’unica manifestazione culturale al mondo riconosciuta in via permanente dal Bureau International des Expositions (BIE).
Nel 1930, la manifestazione assume una cadenza triennale, e per l’edizione del 1933 viene trasferita da Monza a Milano, nel Palazzo dell’Arte, sua sede attuale, progettato da Giovanni Muzio. 
Nel corso degli anni, le Esposizioni Internazionali hanno dominato la programmazione dell’istituzione, raccontando importanti cambiamenti socio-culturali, spesso anticipando tendenze e innovazioni epocali, come le edizioni dedicate a temi quali il Tempo libero (13ª Triennale, 1964) o Il grande numero (14ª Triennale, 1968). La manifestazione ha ospitato i maggiori architetti, designer e artisti italiani e internazionali, tra cui Franco Albini, Gae Aulenti, Cini Boeri, Pier Giacomo e Achille Castiglioni, Anna Castelli Ferrieri, Elizabeth Diller e Ricardo Scofidio, Peter Eisenman, Le Corbusier, Giorgio de Chirico, Lucio Fontana, Franca Helg, Arata Isozaki, Vico Magistretti, Enzo Mari, Alessandro Mendini, Bruno Munari, Jean Nouvel, Charlotte Perriand, Renzo Piano, Gio Ponti, Ettore Sottsass, Nanda Vigo e Marco Zanuso.
Il 1996 vede l’organizzazione dell’ultima Esposizione Internazionale, dopo la quale, con l’inizio degli anni 2000, verrà favorita maggiormente una trasformazione di Triennale in struttura culturale permanente. Il Palazzo dell’Arte, abitualmente poco utilizzato al di fuori dei periodi delle esposizioni, diventa un centro promotore di manifestazioni e di eventi culturali con una programmazione continuativa e multidisciplinare che comprende mostre di architettura, design, arti visive, fotografia e moda, oltre a incontri, spettacoli teatrali, performance e concerti. 
Dopo una pausa durata 20 anni, nel 2016 Triennale Milano riprende l’appuntamento con l’Esposizione Internazionale inaugurando la sua 21ª edizione 21st Century. Design After Design, cui seguiranno, nel 2019, la 22ª edizione, intitolata Broken Nature: Design Takes on Human Survival curata dalla Senior Curator del Dipartimento di architettura e design del MoMA Paola Antonelli, e, nel 2022, la 23ª Esposizione InternazionaleUnknown Unknowns. An Introduction to Mysteries, che ha visto come Main curator Ersilia Vaudo, astrofisica e Chief Diversity Officer all’Agenzia Spaziale Europea, e Francis Kéré, architetto di fama internazionale e Premio Pritzker 2022.

## Museo del Design Italiano

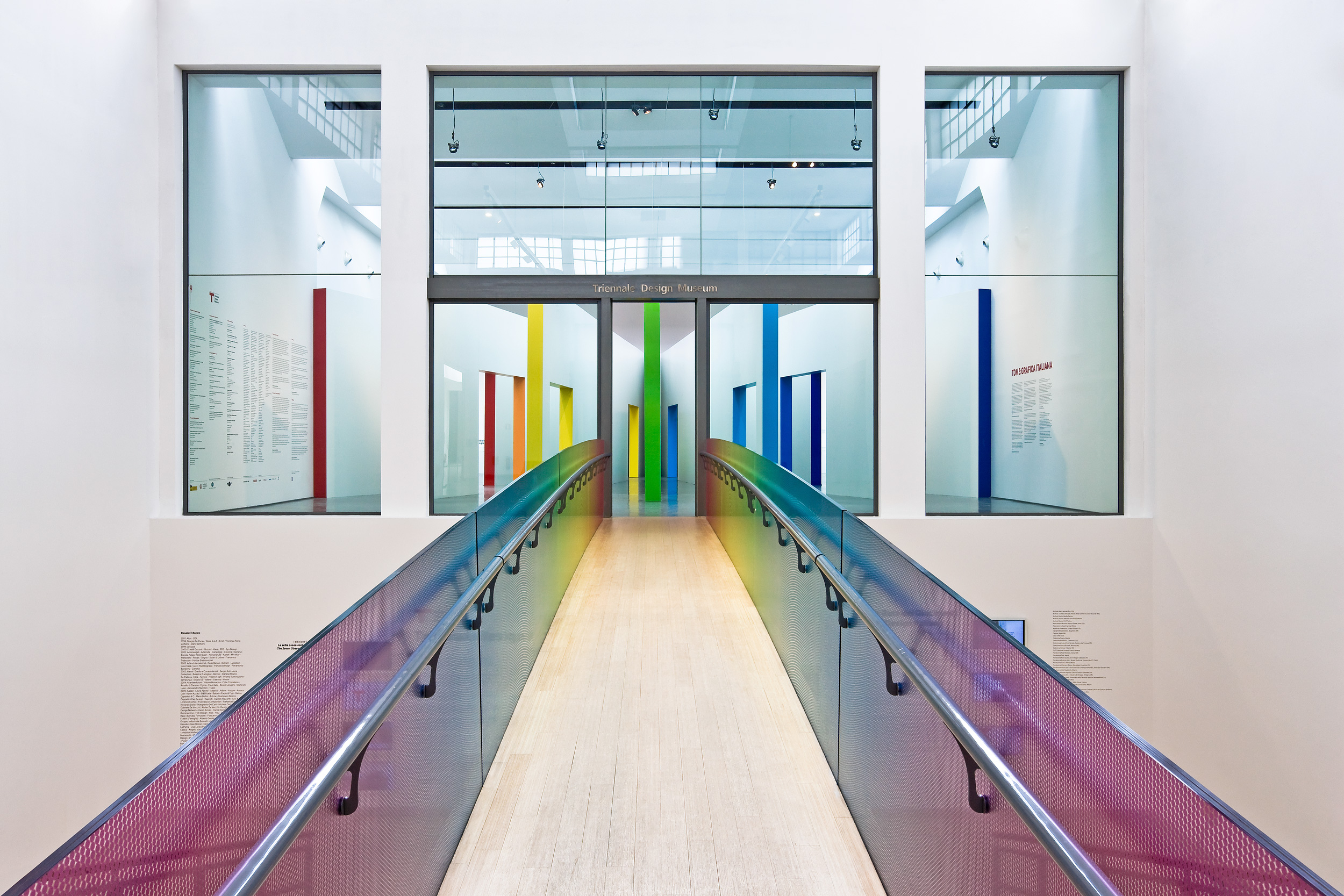
Triennale Design Museum

Inaugurato nel 2007, il Triennale Design Museum è il primo museo del design italiano e ne rappresenta la molteplicità di espressioni. All'interno del museo sono presenti due spazi permanenti: il Teatro Agorà, progettato da Italo Rota, e il CreativeSet, progettato da Antonio Citterio.
Nel primo, interamente realizzato in legno, si svolgono eventi, conferenze, e performance. Il secondo è destinato a mostre temporanee ed eventi dedicati alla promozione e valorizzazione del design contemporaneo.

## Il teatro di Triennale Milano
Progettato da Gualtiero Galmanini insieme a Giovanni Muzio, il Teatro dell’Arte è situato al piano seminterrato del Palazzo dell’Arte.
Oggi il teatro di Triennale Milano è dedicato alle live arts e alla scena performativa contemporanee, e la sua programmazione riflette la molteplicità delle forme espressive del teatro, della danza, della performance e della musica. La dimensione internazionale e il dialogo multidisciplinare tra performing arts e cultura contemporanea fanno del teatro di Triennale Milano un luogo di confronto, riflessione, ricerca, sperimentazione e scoperta. La programmazione del teatro presenta compagnie e artisti italiani e stranieri, affiancando a giovani talenti i nomi più rilevanti del panorama internazionale. Il teatro, inoltre, collabora stabilmente con le maggiori realtà europee e mondiali dedicate alle arti performative, e fa parte di network e progetti per il sostegno agli artisti e per lo sviluppo del settore.
Oltre alla stagione teatrale (ottobre – dicembre), dal 2018 il teatro organizza FOG (febbraio – maggio), il festival di performing arts di Triennale Milano. Un progetto internazionale e multidisciplinare che, a ogni edizione, porta a Milano decine di artisti da tutto il mondo, favorendo l'interazione tra discipline e il dialogo con gli spazi di Triennale Milano e della città. 
Tra gli artisti più importanti ospitati e prodotti dal teatro di Triennale Milano nel corso dei decenni figurano nomi come Romeo Castellucci, Aleksandr Sokurov, Susanne Kennedy, El Conde de Torrefiel, Laurie Anderson, Christoph Marthaler, Gisèle Vienne, Saburo Teshigawara, John Coltrane, Peeping Tom, Alessandro Sciarroni, Jim Jarmush, Meredith Monk, Dimitris Papaioannou, La Veronal, Kornél Mundruczó, Trajal Harrell, Miles Davis, Jimi Hendrix, Emma Dante, Tadeusz Kantor, Peter Greenaway, Antonio Latella.

## Biblioteca del Progetto
La Biblioteca del Progetto, inaugurata nel marzo 2005, è la sede istituzionale di ordinamento, raccolta e incremento dei materiali cartacei, plastici, modelli e audiovisivi prodotti dalla Triennale Milano, presso il Centro di Documentazione (ex Centro Studi Triennale) e l'Archivio Storico.
La collezione che conta circa 14000 volumi si è arricchita del contributo di numerosi fondi privati. All'iniziale fondo Augusto Morello, proveniente da un fondo privato di circa 7000 volumi di arte, architettura, design ma anche filosofia ed estetica, si sono progressivamente aggiunti quelli di Casa Vogue, il fondo Alessandro Mendini, la preziosa raccolta dell'artista argentino Tomás Maldonado e il fondo Architectura & Natura.
La raccolta della Biblioteca del Progetto comprende anche il Centro di Documentazione (ex Centro Studi Triennale) composto dai cataloghi delle esposizioni e delle mostre e dalle altre pubblicazioni ufficiali. Le varie edizioni della Triennale sono documentate da più di 400 volumi che testimoniano come l'Istituzione, in novanta anni di storia, abbia contribuito alla crescita del dibattito culturale italiano e internazionale nell'ambito delle arti, dell'architettura e del design. La raccolta dei periodici comprende circa 700 annate di riviste specialistiche italiane e straniere inserite nel catalogo nazionale dei periodici. La realizzazione degli ambienti della Biblioteca del Progetto è stata realizzata anche grazie ai fondi del Gioco del Lotto, in base a quanto regolato dalla legge 662/96.
Archivio Storico. L'archivio storico conserva documenti prodotti dalla Triennale o ottenuti da enti esterni, nell'ambito di esposizioni e ricerche a partire dagli anni venti. Comprende la Raccolta grafica che custodisce le locandine e i manifesti che costituiscono l'immagine di ogni edizione e testimoniano l'evoluzione della grafica nel campo della promozione culturale, la serie Planimetrie, prospetti e sezioni con circa 3000 progetti per l'allestimento delle sezioni del Palazzo dell'Arte e delle esposizioni realizzate al suo interno e nel parco. Fanno parte della raccolta storica anche la Rassegna Stampa, che testimonia attraverso articoli di giornale e i saggi su riviste dei settori dell'architettura e delle arti visive, l'accoglienza e le reazioni alle proposte delle diverse edizioni da parte della critica e del pubblico, e la serie dei documenti e carteggi che raccoglie la documentazione storica e amministrativa sulla preparazione e l'allestimento delle singole esposizioni. Il Fondo è in fase di ordinamento e archiviazione.

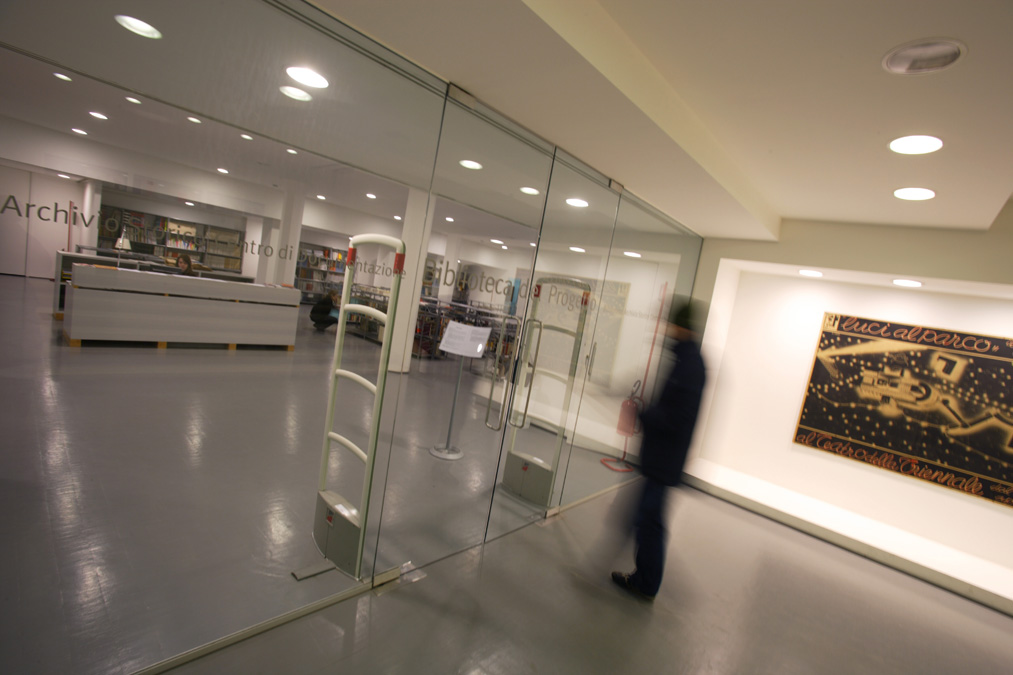
Biblioteca del Progetto

Archivio Fotografico. Documenta l'attività dell'istituzione dalla sua nascita ai giorni nostri. Esso raccoglie immagini delle tre Biennali e della IV Triennale, tenutesi alla Villa Reale di Monza dal 1923 al 1930, e delle successive Triennali di Milano. Conserva 20.000 immagini tra le quali stampe in bianco e nero, negativi, diapositive a colori, e un discreto numero di lastre di vetro. Il Fondo è in fase di ordinamento e catalogazione.
Archivio Audiovideo. Raccoglie circa 70 pellicole cinematografiche (per la maggior parte in formato 16 mm) e 350 videocassette su supporti diversi per un totale di un migliaio di filmati e più di 400 audiocassette. Il materiale video è costituito da filmati prodotti o commissionati dall'Istituzione, concernenti mostre ed eventi organizzati presso la Triennale, oltre che da documentari, interviste, cortometraggi e video in mostra. La documentazione visiva sulla Triennale comprende anche i cinegiornali dell'Istituto Luce dagli anni venti agli anni quaranta che descrivono le singole esposizioni, incluse la costruzione del Palazzo dell'Arte e le visite delle principali autorità. L'archivio video, integralmente digitalizzato, è consultabile presso la Biblioteca del Progetto.
Fondo Tomàs Maldonado. Deriva dalla donazione della Biblioteca personale di Tomàs Maldonado, una preziosa raccolta di oltre 1500 volumi e 160 annate di riviste, che copre un periodo che va dai primi anni del Novecento a oggi e che riguardano il design e la progettazione, l'architettura, gli approfondimenti critici e storici relativi.
Fondo Architectura & Natura. Proveniente dall'archivio dell'Associazione Architectura & Natura e dalla biblioteca personale dell'architetto Serena Omodeo, è costituito da circa 1200 volumi e oltre 1000 testate di periodici dedicati alla progettazione sostenibile. L'Associazione ha debuttato nel 1993 ideando e organizzando la prima mostra internazionale sull'ecologia del progetto tenuta in Europa (Architectura & natura: cose e luoghi per abitare il pianeta, Mole Antonelliana, Torino, 21 aprile - 4 luglio 1994).
Fondo Acquati-Garavaglia. Il fondo proviene dalla biblioteca privata dell'omonima famiglia e nasce dal lavoro imprenditoriale della stessa nel campo dell'arte grafica. È composto da più di un migliaio di cataloghi tra edizioni di architettura e di arte, volumi rari e raccolte editoriali di pregio.
Fondo Alessandro Mendini. Il deposito del maestro Mendini è costituito da 2451 disegni originali affidati al Museo del Design. Il Fondo raccoglie disegni progettuali, testi e schizzi preparatori documentando in modo esaustivo la sua metodologia di lavoro.
Fondo Paola Lanzani. Donazione dell'omonimo architetto, è costituita da un archivio che documenta i progetti per spazi pubblici e commerciali dal 1961 al 2006. Negozi italiani e internazionali, grandi magazzini per i quali l'architetto Paola Lanzani ha riorganizzato gli spazi interni, il design degli strumenti di vendita innovando l'immagine complessiva secondo schemi modulari applicati al design retail.
Fondo Casa Vogue. Nel 1969 una nuova rivista fa il suo ingresso nel panorama editoriale italiano, “Casa Vogue”, ideata da Isa Zunino Vercelloni con l'obiettivo di costituire un organo d'informazione dello stile italiano nel campo del design e dei modi di abitare attraverso l'immagine dei grandi fotografi di “Vogue”. La raccolta è stata donata da Gabriella Zunino alla Biblioteca del Progetto.
Fondo Gramigna. Nel 1985 la Triennale di Milano ha arricchito la Biblioteca grazie al lavoro di documentazione e catalogazione del materiale prodotto dalle aziende attive nel campo dell'arredo domestico, selezione effettuata dall'architetto Giuliana Gramigna. L'Archivio si è rivelato più volte di grande importanza, contenendo materiali pressoché introvabili altrove.

## Premi
Sin dal 1923, anno d'istituzione della Prima “Esposizione Internazionale delle Arti decorative” con sede presso la Villa Reale di Monza, la manifestazione venne accompagnata e solennizzata con l'assegnazione, agli espositori, di premi e medaglie che testimoniassero la qualità dei prodotti e dei lavori presentati.
Dal 1932 vennero assegnati nelle diverse categorie il "Gran premio", il diploma d'onore e le medaglie d'oro, d'argento e di bronzo.
La pratica venne abbandonata nel 1973.
Dal 2003 è stata ripresa l'assegnazione della medaglia d'oro all'architettura italiana, 
Il Premio ha cadenza triennale e comprende anche il Premio Speciale all'opera prima, Premio Speciale alla committenza, Premio Speciale alla ricerca.
Sono, inoltre, previste sei Menzioni d'Onore relative ad altrettante sezioni del costruire.

## Lista delle esposizioni

### I-III Biennale: 1923-1927
Le prime quattro esposizioni del ciclo si tengono presso la Villa Reale di Monza a cura dell'ISIA con il titolo di Biennale delle arti decorative e con la partecipazione di artisti fra i quali Fortunato Depero, Felice Casorati, Mario Sironi e di architetti fra cui il binomio Figini e Pollini.

### IV Triennale: 1930
La cadenza è biennale per gli anni 1923, 1925 e 1927, mentre l'ultima edizione monzese del 1930 ne vede la trasformazione in triennale.

### V Triennale: 1933
Stile - Civiltà: Esposizione triennale delle arti decorative e industriali moderne e dell'architettura moderna
La sede stabile dell'esposizione è trasferita da Monza nel nuovo Palazzo dell'Arte di Muzio a Milano e si tiene dal 10 maggio al 30 settembre 1933.
Nel 1931 la Triennale diventa un ente autonomo con personalità giuridica. (L 21/12/1931 n. 1780. Conversione in legge del RDL 25/6/31 n. 949 concernente la istituzione di un Ente autonomo denominato “Esposizione triennale internazionale delle arti decorative ed industriali moderne e dell'architettura moderna” Gazz uff 6/2/32 n. 30).
Le esposizioni sono: la mostra di arte decorativa, l'esposizione di architettura, la pittura murale che orna gli ambienti monumentali, la mostra dell'abitazione moderna che comprende ben 25 padiglioni di cui quasi la metà sono case per vacanze.
Importante la presenza di Gio Ponti, che porta nella Triennale il Razionalismo italiano, e quella di Mario Sironi, che propone la pittura murale.
Fra i più importanti padiglioni eretti per questa edizione ci sono: la Casa in Struttura d'acciaio di Giuseppe Pagano, Franco Albini, Renato Camus, Giancarlo Palanti, Mazzoleni and Minoletti, il Padiglione della Stampa di Luciano Baldessari (con la partecipazione di Mario Sironi), la Villa Studio per un Artista di Figini e Pollini, Casa del sabato per gli sposi di BBPR e Piero Portaluppi, Elementi di Case Popolari di Piero Bottoni.
Partecipano 10 paesi stranieri: Gran Bretagna, Paesi Bassi, Svezia, Svizzera, Germania, Austria, Finlandia, Belgio, Ungheria e Francia.

### VIII Triennale: 1947
L'abitazione: Esposizione internazionale delle arti decorative e industriali moderne e dell'architettura moderna
Si tiene al Palazzo dell'Arte di Milano dal 31 maggio al 14 novembre 1947.
È indiscutibilmente legata alla figura di Piero Bottoni.
Il tema è la ricostruzione come problema sociale.
Impresa dell'edizione è la creazione del quartiere QT8, un quartiere sperimentale di Milano.

### IX Triennale: 1951
L'attualità: Esposizione internazionale delle arti decorative e industriali moderne e dell'architettura moderna
Si tiene al Palazzo dell'Arte di Milano, nel parco e nel Quartiere Sperimentale (QT8) dal 12 maggio al novembre 1951.
L'esposizione comprende gli ambienti di rappresentanza (ingresso, atrio, scalone d'onore, vestibolo del primo piano e mostra dei concorsi per il Duomo), le mostre di architettura al pian terreno (Architettura a misura dell'uomo, Abitazione, Architettura del lavoro, Ospitalità, Arti grafiche e pubblicità, Architettura dello spettacolo, Mostra storica dell'architettura), le mostre al piano primo (Mostra della sedia italiana antica, Studi delle proporzioni, Arredamento dei mobili isolati) e i padiglioni stranieri, fra cui i principali sono Regno Unito, Spagna, Francia, Germania, Paesi Bassi, Svezia e Danimarca.

### X Triennale: 1954
Prefabbricazione - Industrial Design: Esposizione internazionale delle arti decorative e industriali moderne e dell'architettura moderna
Si tiene al Palazzo dell'Arte di Milano dal 28 agosto al 15 novembre 1954.
Partecipano 14 Paesi stranieri: Spagna, Canada, Regno Unito, Francia, Germania, Israele, Paesi Bassi, Belgio, Austria, Svizzera, Finlandia, Norvegia, Danimarca e Svezia.

### XII Triennale: 1961
La casa e la scuola: Esposizione internazionale delle arti decorative e industriali moderne e dell'architettura moderna
Si tiene al Palazzo dell'Arte nel 1960, mentre prende il via in Italia il dibattito sulla riforma del sistema scolastico nazionale.
Partecipano 13 Paesi stranieri: Cecoslovacchia, Giappone, Polonia, Messico, Paesi Bassi, Svezia, Belgio, Norvegia, Austria, Finlandia, Svizzera, Danimarca e Germania. Degna di nota è anche la Mostra Commemorativa su Frank Lloyd Wright.

### XIV Triennale: 1968

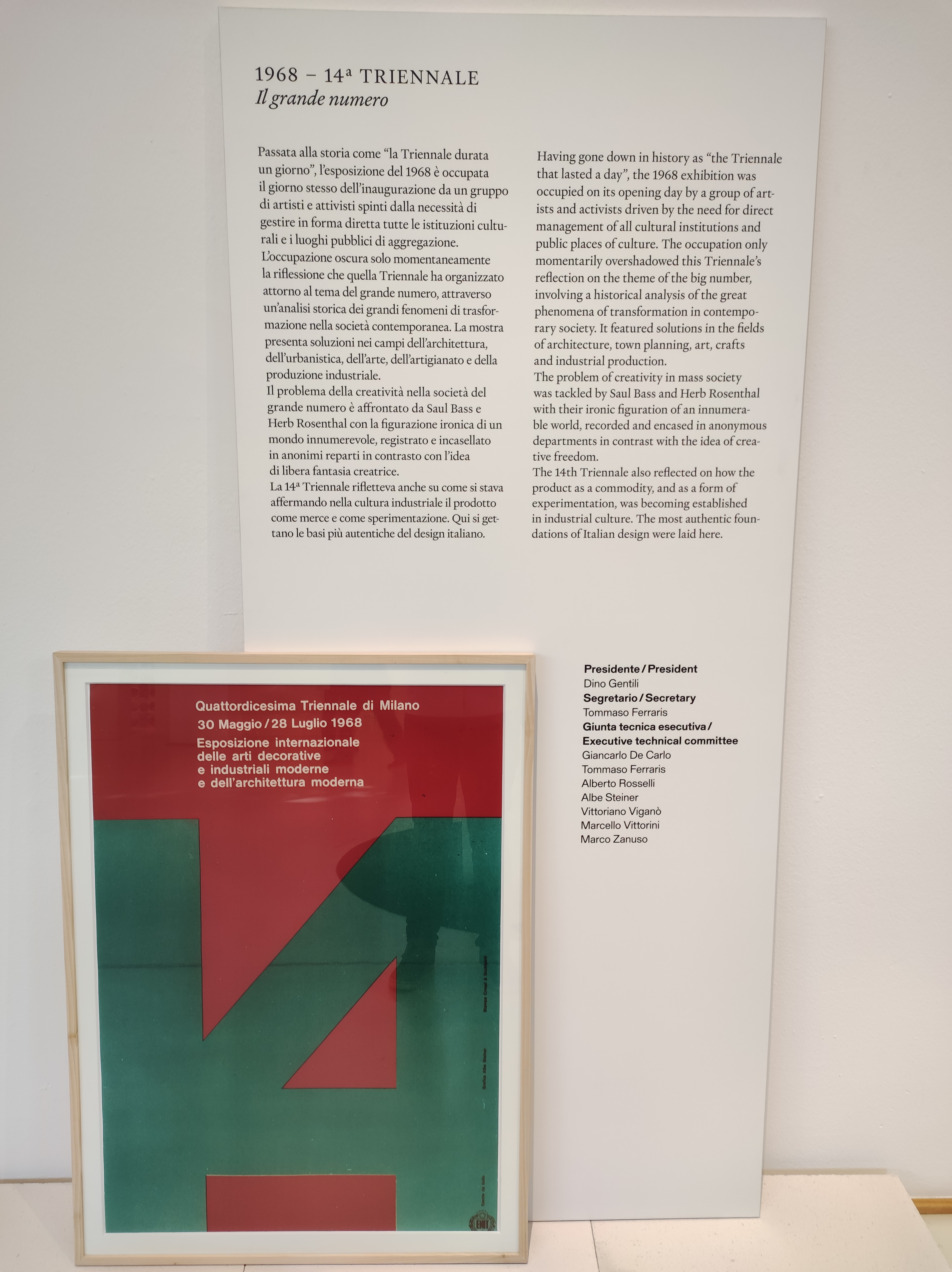
Il Manifesto di XIV Triennale

Il grande numero: Esposizione internazionale delle arti decorative e industriali moderne e dell'architettura moderna 
Diretta da Giancarlo De Carlo, si doveva tenere al Palazzo dell'Arte di Milano dal 30 maggio al 28 luglio 1968, ma fu distrutta da una contestazione a poche ore dall'inaugurazione.
La mostra, dedicata al tema del grande numero, affronta le diverse problematiche legate all'industrializzazione e ai mutamenti causati dall'incremento quantitativo, fenomeno che caratterizza, in ogni settore, la condizione contemporanea.

### XVI Triennale: 1979

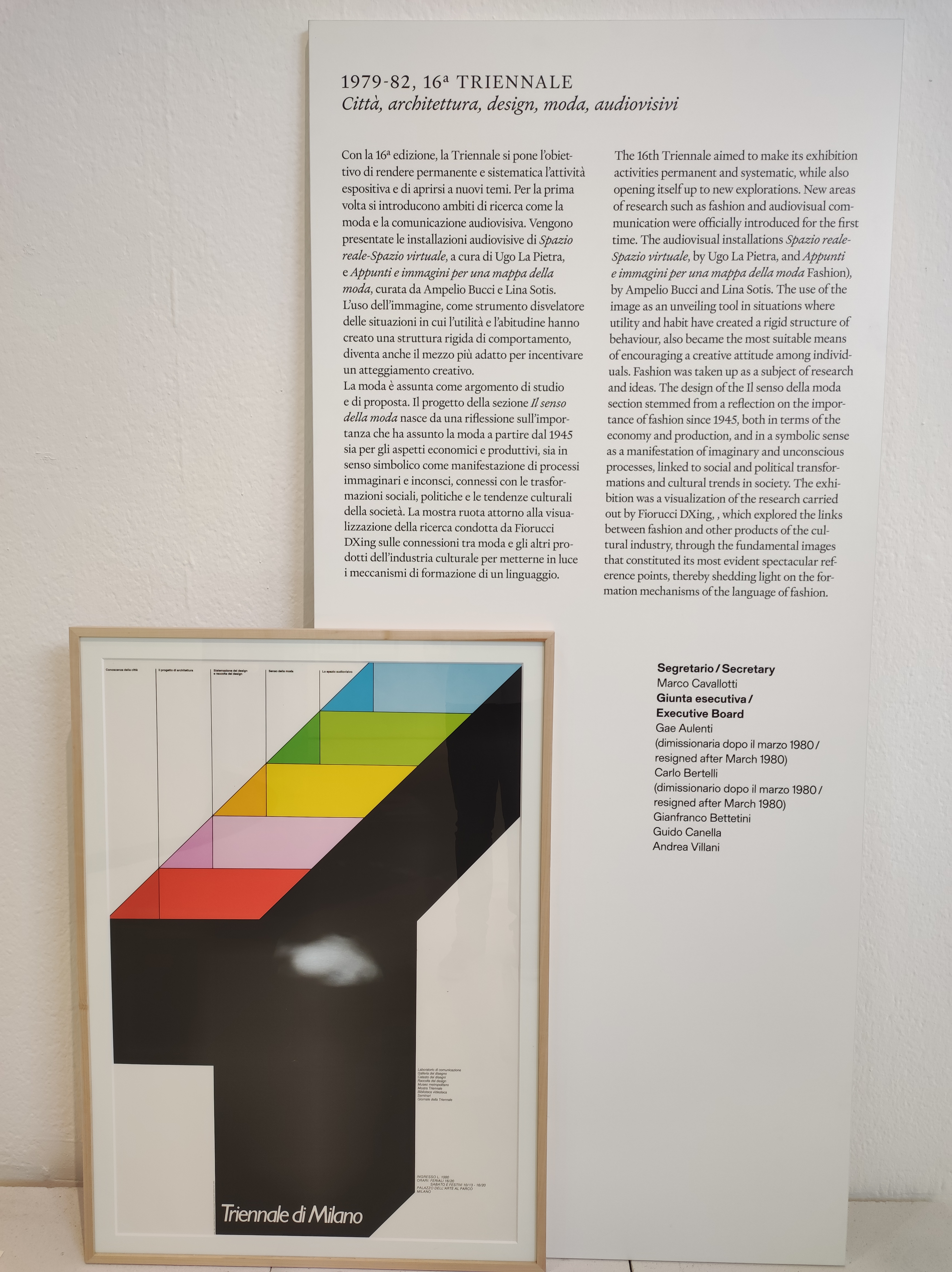
Il Manifesto di XVI Triennale

Esposizione internazionale delle arti decorative e industriali moderne e dell'architettura moderna 
Nel 1979, l'Esposizione apre per la prima volta a nuove categorie come la moda e gli audiovisivi. Inoltre, da questa edizione l'attività si estende all'intero arco dei tre anni, prolungandosi di fatto sino al 1982. La Triennale si propone come centro stabile per la produzione di eventi legati alla cultura del progetto e, in questo contesto, viene programmato un fitto calendario di eventi e mostre distribuiti in tre cicli che seguono una maglia tematica di sette aree: Conoscenza della città, Il progetto di architettura, La sistemazione del design, Il senso della moda, Lo spazio audiovisivo, La galleria del disegno e il Catasto del disegno.

### XVII Triennale: 1988

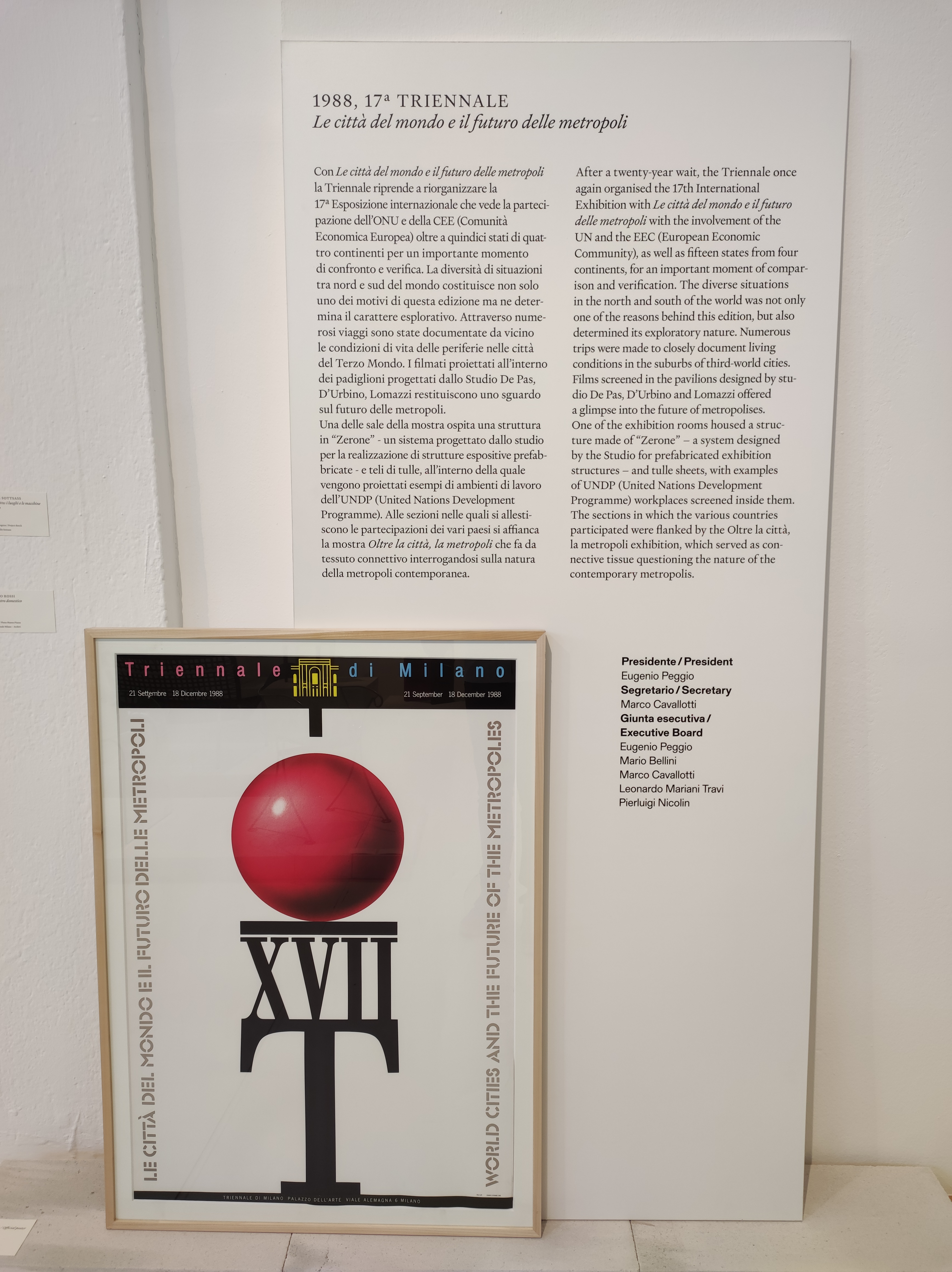
Il Manifesto di XVII Triennale

Le Città del Mondo e il Futuro della Metropoli - Esposizione internazionale delle arti decorative e industriali moderne e dell'architettura moderna 
Dopo un intervallo di 9 anni, la Triennale si riapre con la XVII Esposizione, centrata sulla complessità delle città; essa viene anticipata da una serie di mostre preparatorie organizzate su un arco di tre anni, tra cui, nel 1987, Le città immaginate: un viaggio in Italia. Nove progetti per nove città (Torino, Milano, Venezia, Bologna, Firenze, Ancona, Roma, Napoli, Palermo). L'allestimento complessivo fu progettato da Achille Castiglioni, Paolo Ferrari e Italo Lupi.

### XVIII Triennale: 1992

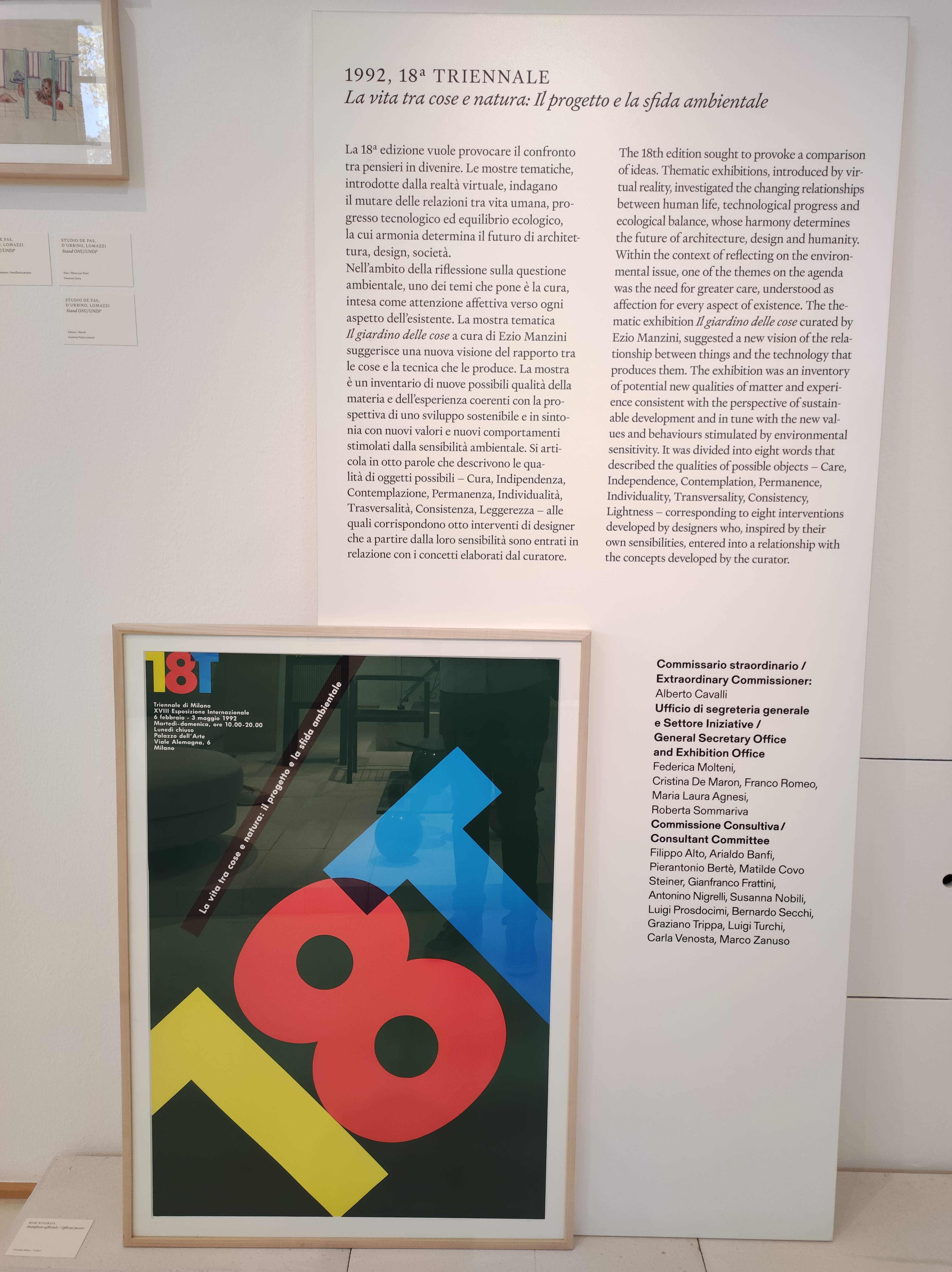
Il Manifesto di XVIII Triennale

La Vita tra Cose e Natura: il progetto e la sfida ambientale - Esposizione internazionale delle arti decorative e industriali moderne e dell'architettura moderna 
Nel 1992 la Triennale si focalizza su temi riguardanti il rapporto tra la vita, la tecnologia e l'ambiente. L'esposizione si svolge attraverso mostre tematiche e partecipazioni straniere, e viene realizzata la cosiddetta “Università degli 88 giorni” con un calendario di corsi, incontri e conferenze di livello internazionale.

### XIX Triennale: 1996

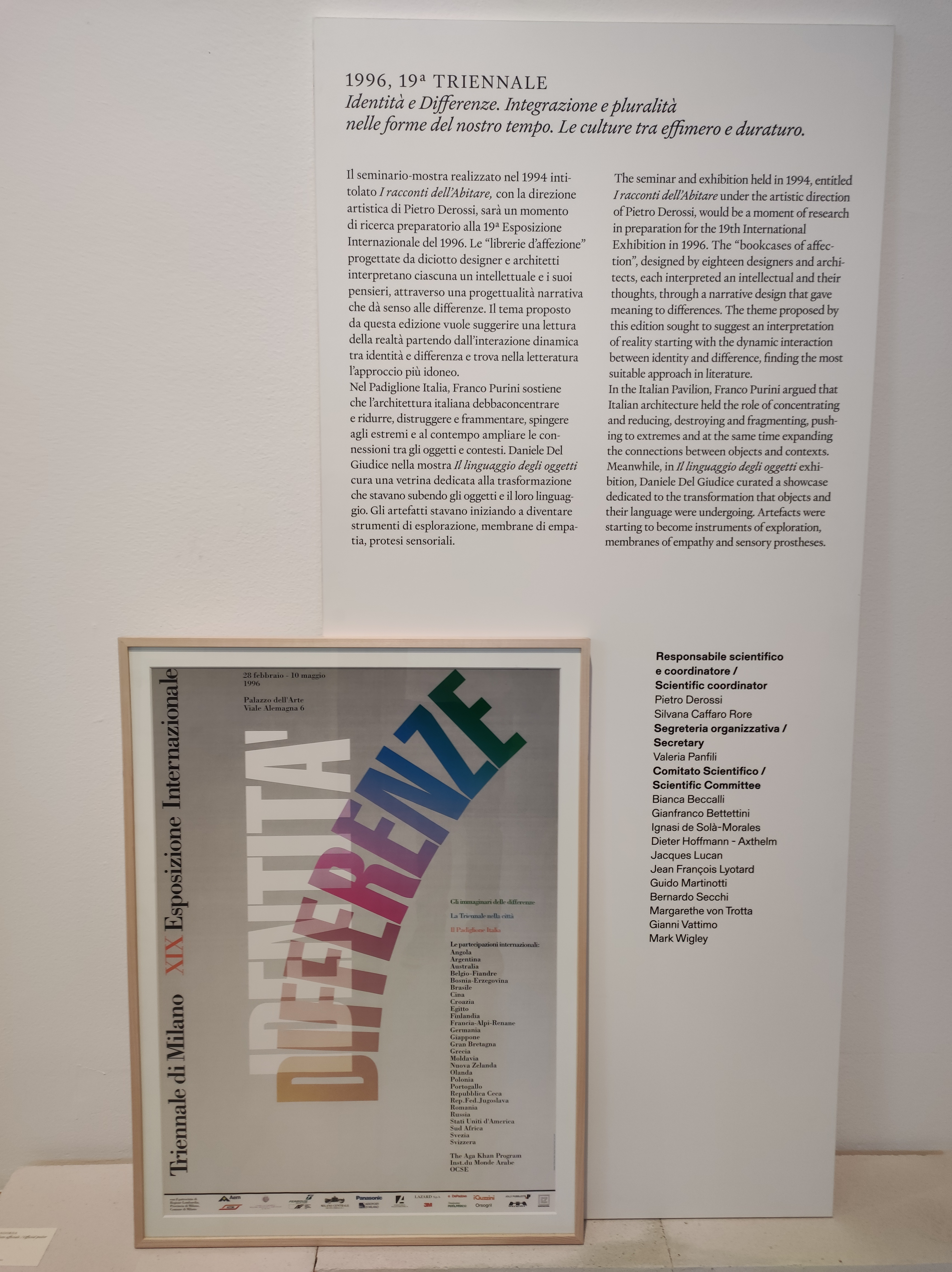
Il Manifesto di XIX Triennale

Identità e differenze - Esposizione internazionale delle arti decorative e industriali moderne e dell'architettura moderna 
La mostra si propose di affrontare il tema della pluralità delle forme e dei cambiamenti provocati dall'incontro/scontro fra culture locali e interessi sempre più globalizzati. Il concetto di diversità venne affidato all'interpretazione di 4 grandi nomi dell'architettura internazionale: Peter Eisenman, Hodgetts & Fung, Jean Nouvel e Juan Navarro Baldeweg.

### XX Triennale: 2001
La Memoria e il Futuro - Esposizione internazionale delle arti decorative e industriali moderne e dell'architettura moderna 
La prima Triennale del nuovo millennio è un evento durato complessivamente tre anni. Dal 2001 al 2004 si tennero diciassette mostre tematiche; fra queste “Quotidiano sostenibile. Scenari di vita urbana”, a cura di Ezio Manzini e François Jégou con progetto di allestimento di Studio Azzurro, affrontava la questione della sostenibilità applicata alla vita quotidiana.

### XXI Triennale: 2016
XXI Secolo. Design after design - Esposizione internazionale delle arti decorative e industriali moderne e dell'architettura moderna 
L'edizione del 2016, in programma dal 2 aprile al 12 settembre ed intitolata "Design after Design", percorre temi che sono alla base della nostra società: l'affermarsi delle tecnologie di comunicazione, la crescita della mobilità individuale, il consolidamento del mercato alternativo della rete. L'evento si svolge non solo negli spazi del Palazzo dell'Arte e del Parco Sempione, (dove la Triennale ha lasciato segni importanti come la Torre al Parco, il Teatro Continuo di Burri, l'attuale Bar Bianco, la Biblioteca, i Bagni Misteriosi), ma è diffusa in tutta la città: dalla Fabbrica del Vapore all'Hangar Bicocca, dal Palazzo della Permanente al Museo Diocesano ed al Museo Nazionale della Scienza e della Tecnologia Leonardo da Vinci, dai Campus del Politecnico a quello della Iulm, dal Mudec – Museo delle Culture alla Villa Reale di Monza. Nell'occasione, la 9ª mostra annuale del Triennale Design Museum, intitolata "W. Women in Italian Design" viene dedicata al contributo femminile alla storia del disegno industriale.

### XXII Triennale: 2019
Broken Nature: Design Takes on Human Survival - Esposizione internazionale delle arti decorative e industriali moderne e dell'architettura moderna 
Composta da una mostra tematica e da 21 partecipazioni internazionali, la XXII Triennale di Milano mirava a indagare i legami che uniscono gli uomini all’ambiente naturale e le modalità in cui, nel corso degli anni, sono stati compromessi. La mostra tematica, curata da Paola Antonelli, ha esplorato, analizzando vari progetti di architettura e design, il concetto di design ricostituente e mette in luce oggetti e strategie che reinterpretano il rapporto tra gli esseri umani e il contesto in cui vivono. La mostra includeva quattro lavori commissionati appositamente ad Accurat, Formafantasma, Neri Oxman e Sigil Collective.

## Esposizioni ospitate
Le grandi mostre e le esposizioni della Triennale di Milano sono frutto di un intenso lavoro del Comitato Scientifico, i cui membri sono figure di primo piano del mondo della cultura e della ricerca, professionisti capaci di cogliere con anticipo le tendenze della società, dell'arte e delle imprese.
Alcune delle principali esposizioni ospitate dalla struttura negli ultimi anni sono elencate di seguito.

### 2023
- Pittura italiana oggi[6] (25 ottobre 2023 - 11 febbraio 2024)

### 2021
- Saul Steinberg Milano New York[7] (15 ottobre 2021 – 13 marzo 2022)

### 2013
- L'Architettura del Mondo. Infrastrutture, mobilità, nuovi paesaggi (9 ottobre 2012 - 10 febbraio 2013)
- Quarant'anni d'arte contemporanea. Massimo Minini 1973–2013 (19 novembre 2013 - 2 febbraio 2014)
- Dracula e il mito dei vampiri (23 novembre 2012 - 24 marzo 2013)
- Senza Pericolo! Costruzioni e sicurezza (3 maggio - 1º settembre 2013)
- Pianeta Expo. Conoscere, gustare, divertirsi (10 maggio - 9 giugno 2013)
- Milano 2033 – Semi di futuro: 150 anni Politecnico di Milano (9 ottobre - 22 dicembre 2013)

### 2012
- Da Zero a Cento, le nuove età della vita (21 febbraio – 1º aprile 2012)
- Gérard Rancinan. La Trilogia dei Moderni (4 maggio – 27 maggio 2012)
- Igort. pagine Nomadi (9 maggio – 10 giugno 2012)
- Gillo Dorfles. Kitsch-Oggi il Kitsch (13 giugno – 2 settembre 2012)
- Ugo Mulas. Esposizioni. Dalle Biennali a Vitalità del Negativo (14 giugno – 9 settembre 2012)
- New Chinese Design and Innovation. (16 giugno – 15 luglio 2012)
- Casamatta (21 giugno – 2 settembre 2012)
- Pitoti. Digital rock art from ancient Europe (2 ottobre – 4 novembre 2012)
- Lady Dior As Seen By (11 ottobre - 4 novembre 2012)
- Medaglia d'Oro all'Architettura Italiana. IV Edizione (17 ottobre. 18 novembre 2012)

### 2011
- Il Cinema con il Cappello. Borsalino e altre storie (18 gennaio 2011 – 27 febbraio 2011)
- Graphic Design Worlds (26 gennaio – 27 marzo 2011)
- Happy Tech. Macchine dal volto umano (22 febbraio – 31 marzo 2011)
- Independent - Design Secession (12 aprile – 29 maggio 2011)
- Giovanni Chiaramonte. L'Altro Nei volti nei luoghi (4 maggio – 5 giugno 2011)
- Espressioni di Gio Ponti (6 maggio – 4 settembre 2012)
- Michel Comte. Crescendo Fotografico (10 maggio – 3 luglio 2011)
- China New Design (8 giugno – 11 settembre 2011)
- Pier Paolo Pasolini. Fotografie di Dino Pedriali (15 giugno – 28 agosto 2011)
- Louis Vuitton. The Art of Fashion (22 settembre – 9 ottobre 2011)
- O' Clock. Time design, design time (11 ottobre – 8 gennaio 2011)
- Arte Povera. 1967 – 2011 (25 ottobre 2011 – 29 gennaio 2012)

### 2010
- Roy Lichtenstein. Mediatations on Art (26 gennaio – 30 maggio 2010)
- Alec Soth. Mississippi Niagara (4 febbraio – 21 marzo 2010)
- Green Life Costruire città sostenibili (5 febbraio – 28 marzo 2010)
- Il Compasso di Latta (14 aprile – 30 maggio 2010)
- Napoleone e l'Impero della Moda (16 giugno – 12 settembre 2010)
- Ermenegildo Zegna. Dalla fabbrica del tessuto alla fabbrica dello stile (22 giugno – 1º agosto 2010)
- It's Not Only Rock'n'Roll, Baby! (24 giugno – 26 settembre 2010)
- Il Segno Alfa (24 settembre – 10 ottobre 2010)
- Premio Mies van der Rohe 2009 (2 ottobre – 31 ottobre 2010)
- Marco Ferreri Progettapensieri (6 ottobre – 6 gennaio 2011)
- Anticorpi/Antibodies Fernando e Humberto Campana 1989 – 2010 (14 ottobre – 16 gennaio 2011)
- Immagini Inquietanti / Disquieting images (19 ottobre – 9 gennaio 2011)
- Brasilia. Un'utopia realizzata 1960 – 2010 (12 novembre 2010 – 23 gennaio 23)
- Progetti di giovani architetti italiani (3 dicembre – 3 gennaio 2011)

### 2009
- Hsiao Chin. Viaggio In-Finito 1955-2008 (17 febbraio – 5 aprile 2009)
- Tomás Maldonado (19 febbraio - 5 aprile 2009)
- Il Fiore di Novembre (21 aprile – 17 maggio 2009
- Atelier Bovisa. Enzo Cucchi (12 maggio – 14 giugno 2009)
- Medaglia d'Oro all'Architettura Italiana – III Edizione (19 maggio – 26 luglio 2009)
- Frank O. Gehry dal 1997 (27 settembre 2009 – 10 gennaio 2010)
- Martino Gamper. Stanze e Camere + 100 Chairs in 100 Days (6 ottobre – 15 novembre 2009)
- Roger Ballen. 1982 – 2009 (7 ottobre – 8 novembre 2009)
- Atelier Bovisa. Sandro Chia (10 novembre 2009 – 15 gennaio 2010)
- Spaghetti Grafica 2 Contemporary Italian Grafic Design (26 novembre 2009 – 10 gennaio 2010)

### 2008
- Expo x Expos. Comunicare la modernità. Le esposizioni universali 1851 - 2010 (5 febbraio – 30 Marzio 2008)
- Kiefer e Mao. Che mille fiori fioriscano (16 febbraio – 6 aprile 2008)
- Freestyle. New Australian design for living (10 maggio – 29 giugno 2008)
- La vita nuda (23 maggio – 7 settembre 2008)
- Premio Mies van der Rohe 2007 (28 giugno – 10 agosto 2008)
- Guido Crepax. Valentina, la forma del tempo (21 settembre 2008 – 1º febbraio 2009)
- Alberto Burri (11 novembre 2008 - 7 febbraio 2009)

### 2007
- Giorgio Armani (20 febbraio – 1º aprile 2007)
- Mario Botta: Guscio Sit Down Please (18 aprile – 23 aprile 2007)
- Vivimi. Città di città (16 maggio – 1º luglio 2007)
- Renzo Piano Building workshop. Le città visibili (22 maggio – 16 settembre 2007)
- Fabrica: les yeux ouverts (5 giugno – 15 luglio 2007)
- Rancinan. la trilogia del sacro selvaggio (26 giugno – 16 settembre 2007)
- Che Guevara: rivoluzionario e icona. The Legacy of korda's Portrait (26 giugno – 16 settembre 2007)
- David Lynch. The Air is on Fire (9 ottobre – 13 gennaio 2007)
- Annisettanta - Il decennio lungo del secolo breve (26 ottobre 2007 - 31 marzo 2008)
- Venti di Striscia (11 - 25 novembre 2007)

### 2006
- Fumetto. International (18 maggio - 27 agosto 2006)
- Good N.E.W.S. Temi e percorsi dell'Architettura (16 maggio - 20 agosto 2006)
- Le Corbusier. L'interno del Cabanon: Le Corbusier 1952 - Cassina 2006 (5 aprile - 23 luglio 2006)
- Sotto la vela un altro passo della grande Milano: i 5 progetti della gara internazionale per gli alberghi del nuovo polo espositivo (24 giugno - 16 luglio 2006)
- Premio Mies van der Rohe 2005: premio per l'architettura contemporanea dell'Unione Europea (17 giugno - 16 luglio 2006)
- Collezione Permanente del Design Italiano: Nanda Vigo. Light is life (4 aprile - 16 luglio 2006)
- A ferro e a fuoco. Tenaris by Carlo Valsecchi (26 maggio - 25 giugno 2006)
- La piramide nel Pacifico. Idee di architettura e geopolitica per il rudere del Ryugyong Hotel di Pyongyang, Corea del Nord (18 maggio - 11 giugno 2006)
- Il diavolo del focolare (5 aprile - 30 aprile 2006)
- Natura (L) mente. Teuco presenta un'opera di Susumu Shingu (5 aprile - 10 aprile 2006)
- La città su misura. Il futuro della città: slow o fast? La socializzazione, il gioco, il tempo libero (5 aprile - 10 aprile 2006)
- Tra-vestimenti dal mito alla favola alla moda, un tributo ad Hans Christian Andersen (16 marzo - 23 marzo 2006)
- Looking For. La collezione di Alessandro Pedretti alla Triennale di Milano (31 gennaio - 19 marzo 2006)
- La rappresentazione della pena. la mostra: Carcere invisibile e corpi segregati. il cinema: Nella città l'inferno (23 febbraio - 19 marzo 2006)
- Caftani del Marocco. I tesori del Sole (19 febbraio - 9 marzo 2006)

### 2005
- Oggetti Esistibili. La pubblicità fa design Giulio Ceppi (30 novembre 2005 - 30 gennaio 2006)
- The Keith Haring show (28 settembre 2005 - 29 gennaio 2006)
- Joe Colombo: Inventing the future (16 settembre - 18 dicembre 2005)
- In Vespa. Un viaggio italiano (4 ottobre - 18 dicembre 2005)
- Un logo per ANCE. Concorso per il nuovo simbolo dell'Associazione Nazionale dei Costruttori Edili (24 novembre - 11 dicembre 2005)
- Nuove Leve dell'Architettura. Concorso di idee per la componente culturale del progetto Garibaldi Repubblica tra Politecnico di Milano e Yale University (25 novembre - 11 dicembre 2005)
- Imper. Impressioni dalla Cina - fotografie di James W. Delano (21 ottobre - 20 novembre 2005)
- Star Wars: The show (13 maggio - 28 agosto 2005)
- Le case nella Triennale. Dal parco al QT8. Mostre e progetti sul tema dell'abitare (19 maggio - 24 luglio 2005)
- Emilio Ambasz: Costruire con la Natura (27 maggio - 24 luglio 2005)
- Pulviscoli. Disegni e parole di Alessandro Mendini (7 aprile - 24 luglio 2005)
- Sedetevi con Uli, una panchina per Milano (13 aprile - 27 aprile 2005)
- Abet Laminati e Ettore Sottsass. 40 anni di lavoro insieme (13 aprile - 25 aprile 2005)
- Gaetano Pesce. Il rumore del tempo (22 gennaio - 18 aprile 2005)
- Enzo Mari e diecimila milioni di alberi di sugi (13 aprile - 18 aprile 2005)
- Itinerari lunghi un fiume. Il Po e la sua immagine dal 1811 al 13 marzo 2005 (15 febbraio - 13 marzo 2005)
- Le forme della moda (19 febbraio - 27 febbraio 2005)

### 2004
- Design della gioia. Il gioiello fra ornamento e progettualità (23 novembre 2004 - 27 febbraio 2005)
- Volti nuovi di antichi teatri. La Scala nel cuore di Milano e del mondo (30 novembre 2004 - 23 gennaio 2005)
- Video village - media art festival. Opere dal World Wide Video Festival, Amsterdam (16 novembre - 12 dicembre 2004)
- Diritti e rovesci. ”La fantasia è un posto dove ci piove dentro” (Italo Calvino) (20 novembre - 28 novembre 2004)
- Tribe art tour. Larry kagan, ”objects – shadow” (4 novembre - 14 novembre 2004)
- 11 fotografi 1 vino. Una grande mostra fotografica sul vino e il suo ambiente (20 ottobre - 7 novembre 2004)
- Un nuovo centro per Milano. Gara internazionale di riqualificazione del quartiere storico di Fiera Milano (23 settembre - 21 ottobre 2004)
- Sironi. La grande decorazione (10 giugno - 18 luglio 2004)
- Scandinavian design. Al di là del mito (2 aprile - 13 giugno 2004)
- Dreams. I sogni degli italiani in 50 anni di pubblicità televisiva (17 febbraio - 30 maggio 2004)
- Da Balla alla transavanguardia. Cento anni di arte italiana alla Farnesina (11 - 30 maggio).
- Multipli di cibo. Cento progetti foodesign Guzzini un nuovo rapporto tra esperti del cibo e designer (14 aprile - 28 aprile 2004)
- Duravit & Axor presentano Starck. Il bagno ironico (14 aprile - 19 aprile 2004)
- Comunicare Brera. Venti progetti per il museo ed il palazzo (10 marzo - 28 marzo 2004)
- La città infinita. Ipermodernità - spaesamenti, del vivere e del produrre in Lombardia (13 gennaio - 7 marzo 2004)